# Битва при Исфахане (1227)
Битва при Исфахане между войсками Джелал ад-Дина и монголов произошла летом 1227 года. Битва завершилась победой хорезмийцев и отступлением монгольской армии от Исфахана.

## Сражение
Джелал ад-Дин Мангуберди получил известие о приближении монголов, которые находились у Исфахана и выступил в поход. Монголы решили, что войско хорезмшаха малочисленно и отправили 2000 всадников, которые были атакованы хорезмийцами в ущелье. В сражении отряд монголов был разгромлен, в плен попали около 400 человек, в том числе и командиры отрядов, которые были казнены по приказу Джелал ад-Дина.
На другой день войска хорезмийцев были построены для боя, но незадолго до битвы часть армии увели Джахан-Пахлаван Илчи и брат Джелал-ад-Дина Гийас ад-Дин Пир-шах. Сражение продолжалось целый день, вечером правое крыло войска хорезмийцев атаковало левое крыло монголов, обратив его в бегство, преследуя и убивая монгольских воинов. На закате дня монголы атаковали левое крыло войск хорезмийцев, которыми командовал Джелал ад-Дин, и вынудило его отступить с большими потерями; в битве были убиты многие эмиры и лучшие воины. Во время битвы монголы пытались окружить войско хорезмийцев, но Джелал-ад-Дин сумел вывести оставшуюся часть армии из окружения, что вызвало уважение монгольских военачальников.
Монгольская армия, понеся большие потери, отступила из Исфахана; сообщается, что они понесли потери при отступлении, поскольку их преследовали хорезмийские отряды.

## Итог
Хорезмийцы под командованием Джелал ад-Дина одержали победу, сохранив большую часть боеспособной армии; по возвращении в Исфахан военачальники правого крыла хорезмийского войска были награждены, получив новые титулы. После отдыха Джелал ад-Дин повёл свою армию в сторону Хорасана, благодаря чему до монголов дошли вести о приближении хорезмийцев.